# Tsentràlnoie (Primórie)
|  | Per a altres significats, vegeu «Tsentràlnoie». |

Tsentràlnoie (en rus: Центральное) és un poble del krai de Primórie, a l'Extrem Orient de Rússia, que en el cens del 2010 tenia 608 habitants.